# فيلا ديل كونتي
فيلا ديل كونتي (بالإيطالية: Villa del Conte)‏ هي بلدية في مقاطعة باذوة في منطقة فنيتة الإيطالية، وتقع على بعد40 كيلومترًا (25 ميلًا) شمال غرب مدينة البندقية و20 كيلومترًا (12 ميلًا) شمال باذوة.